# Lauren Boden
Lauren Boden (zwischenzeitlich Lauren Wells; * 3. August 1988) ist eine australische Hürdenläuferin, die sich auf die 400-Meter-Distanz spezialisiert hat und wegen ihrer Sprintstärke auch in der 4-mal-400-Meter-Staffel eingesetzt wird.
2006 schied sie bei den Commonwealth Games in Melbourne im Vorlauf aus und wurde Neunte beim Weltcup in Athen.
2010 wurde sie beim Continentalcup in Split Fünfte über 400 Meter Hürden und bei den Commonwealth Games in Neu-Delhi jeweils Vierte über 400 Meter Hürden und in der 4-mal-400-Meter-Staffel.
Bei den Weltmeisterschaften 2011 in Daegu erreichte sie über 400 Meter Hürden das Halbfinale und scheiterte mit der australischen Stafette im Vorlauf. Bei den Olympischen Spielen 2012 in London und bei den Weltmeisterschaften 2013 in Moskau gelangte sie über 400 Meter Hürden jeweils ins Halbfinale.
2014 wurde sie bei den Commonwealth Games in Glasgow jeweils Vierte über 400 Meter Hürden und in der 4-mal-400-Meter-Staffel. Beim Continentalcup in Marrakesch wurde sie Achte über 400 Meter Hürden und Vierte mit der asiatisch-pazifischen 4-mal-400-Meter-Stafette.
Bei den Weltmeisterschaften 2015 in Peking drang sie über 400 Meter Hürden ins Halbfinale vor und kam in der 4-mal-400-Meter-Staffel nicht über die erste Runde hinaus.
Bislang wurde sie achtmal Australische Meisterin über 400 Meter Hürden (2005, 2007, 2008, 2010, 2011, 2013–2015).

## Persönliche Bestleistungen
- 400 m: 52,82 s, 1. Juli 2012, Dormagen
- 400 m Hürden: 55,08 s, 6. Juli 2013, Oordegem-Lede
- Weitsprung: 6,40 s, 10. August 2007, Bangkok